# Erin Doherty
Erin Rachael Doherty (Crawley, 16 de julho de 1992) é uma atriz britânica. Ela é mais conhecida pelo papel da jovem princesa Anne na terceira e quarta temporadas da série The Crown da Netflix, e Becky Green na série de suspense psicológico Chloe da BBC e Prime Video.

## Carreira
Desde que se formou na Bristol Old Vic Theatre School em 2015, Erin Doherty apareceu em diversas produções teatrais de Londres. Na televisão, o seu primeiro papel foi em um episódio de 2016 de Call the Midwife, seguido por um papel na minissérie da BBC de 2018, Les Misérables.
Em 2019, apareceu como Princesa Anne na terceira temporada de The Crown. Ela sabia pouco sobre a princesa antes de ser escalada e, conseqüentemente, passou horas estudando a história e a vida da família de Anne. Doherty fez questão de assistir apenas a imagens da princesa na idade em que ela a retratava, em vez de entrevistas com Anne mais atuais. Doherty reprisou o seu papel na quarta temporada da série.
Em 2022, foi a protagonista da série de suspense psicológico Chloe, da BBC e Amazon Prime Video, ao lado de Poppy Gilbert. Ela também foi escalada para interpretar Anne Askew no filme Firebrand.

## Vida pessoal
Doherty está em um relacionamento com a também atriz Sophie Melville.

## Filmografia

### Cinema
| Ano  | Título      | Papel      | Nota(s) |
| ---- | ----------- | ---------- | ------- |
| 2023 | Firebrand   | Anne Askew |         |
| 2024 | Reawakening | Clare      |         |

### Televisão
| Ano       | Título           | Papel               | Rede                     | Nota(s)                           |
| --------- | ---------------- | ------------------- | ------------------------ | --------------------------------- |
| 2017      | Call the Midwife | Jessie Marsh        | BBC                      | Episódio 6.2                      |
| 2018      | Les Misérables   | Fabienne            | BBC                      | Episódios 1.2, 1.3 (sem créditos) |
| 2020      | Unprecedented    | Dee                 | BBC Four                 | Episódio 1.5                      |
| 2019–2020 | The Crown        | Anne, Princesa Real | Netflix                  | 3.ª–4.ª temporadas 15 episódios   |
| 2022      | Chloe            | Becky               | BBC e Amazon Prime Video | 6 episódios                       |
| 2025      | A Thousand Blows | Mary Carr           | Disney+                  | 6 episódios                       |
| 2025      | Adolescence      | Briony Ariston      | Netflix                  | 1 episódio                        |